# 纽波特 (库拉索)
纽波特（Nieuwpoort，Newport）是荷兰王国在加勒比海构成国库拉索西海岸的一座城镇，位于圣芭芭拉山（塔菲尔堡）以南，靠近福尔克湾，海拔高度20米。